# Ален де Альо
Ален де Альо (фр. Alain de Halleux; нар. 1957) — бельгійський режисер.
Ален де Альо народився в Брюсселі. Дипломований хімік (Університетський коледж Лондона) і кінорежисер (Вищий національний інститут екранних мистецтв Валлонії і Брюсселя). З 1981 року Ален де Альо — фотограф, автор репортажів з Афганістану й Лівану. 1983 року він був відзначений Професійною премією фотографів. Із 1987 по 1998 рік він зняв велику кількість рекламних робіт і промислових фільмів. Його документальні фільми присвячені здебільшого проблемам ядерної фізики.

## Фільмографія
- Сліпий індієць (1982)
- «Ні» в значенні «так» (1986)
- Ці смішні бельгійці зі своїм дивним кіно (1990)
- Не плач, Жермене (2000)
- Чорнобиль назавжди (2011)
- Вітаємо на Фукушімі (2013)